# Municipio Patacamaya
Das Municipio Patacamaya liegt im Departamento La Paz im südamerikanischen Anden-Staat Bolivien.

## Lage im Nahraum
Das Municipio Patacamaya ist eines von sieben Municipios der Provinz Aroma und liegt im zentralen Teil der Provinz. Es grenzt im Westen an die Provinz Pacajes, im Südwesten an das Municipio Umala, im Südosten an das Municipio Sica Sica, im Osten an die Provinz Loayza und im Norden an das Municipio Ayo Ayo.
Das Municipio hat 65 Ortschaften (localidades), der zentrale Ort des Municipios ist Patacamaya mit 11.197 Einwohnern im zentralen Teil des Municipios.

## Geographie
Das Municipio Patacamaya liegt auf dem bolivianischen Altiplano auf einer mittleren Höhe von 3800 m, zwischen den Anden-Gebirgsketten der Cordillera Occidental im Westen und der Cordillera Central im Osten.
Die mittlere Durchschnittstemperatur des Municipio liegt bei gut 7 °C (siehe Klimadiagramm), der Jahresniederschlag beträgt etwa 450 mm. Die Region weist ein ausgeprägtes Tageszeitenklima auf, die Monatsdurchschnittstemperaturen schwanken nur unwesentlich zwischen 4 °C im Juni/Juli und 9 °C im November/Dezember. Die Monatsniederschläge liegen zwischen unter 10 mm in den Monaten von Mai bis August und 100 mm im Januar.

## Bevölkerung
Die Einwohnerzahl des Municipios Patacamaya ist zwischen 1992 und 2024 um mehr als zwei Drittel angestiegen:
| Jahr | Einwohner | Quelle       |
| ---- | --------- | ------------ |
| 1992 | 15.546    | Volkszählung |
| 2001 | 20.039    | Volkszählung |
| 2012 | 22.806    | Volkszählung |
| 2024 | 25.049    | Volkszählung |

Die Bevölkerungsdichte in dem Municipio betrug 45,5 Einwohner/km² bei der letzten Volkszählung 2024. Die Lebenserwartung der Neugeborenen lag im Jahr 2001 bei 62,1 Jahren, die Säuglingssterblichkeit ist von 8,1 Prozent (1992) auf 6,4 Prozent im Jahr 2001 gesunken.
Der Alphabetisierungsgrad bei den über 19-Jährigen beträgt 88,8 Prozent, und zwar 95,4 Prozent bei Männern und 82,1 Prozent bei Frauen (2001).
83,0 Prozent der Bevölkerung sprechen Spanisch, 83,2 Prozent sprechen Aymara, und 0,9 Prozent Quechua. (2001)
58,0 Prozent der Bevölkerung haben keinen Zugang zu Elektrizität, 63,4 Prozent leben ohne sanitäre Einrichtung (2001).
72,2 Prozent der Haushalte besitzen ein Radio, 25,5 Prozent einen Fernseher, 47,3 Prozent ein Fahrrad, 0,8 Prozent ein Motorrad, 7,7 Prozent einen PKW, 2,0 Prozent einen Kühlschrank, 4,9 Prozent ein Telefon. (2001)

## Politik
Ergebnis der Regionalwahlen (concejales del municipio) vom 4. April 2010:
| Wahl- berechtigte |  | Wahl- beteiligung | gültige Stimmen |  | MAS-IPSP | PACHA  | M.P.S. | MSM    |
| ----------------- |  | ----------------- | --------------- |  | -------- | ------ | ------ | ------ |
| 10.429            |  | 9.140             | 5.743           |  | 2.916    | 1.360  | 826    | 641    |
|                   |  | 87,6 %            | 62,8 %          |  | 50,8 %   | 23,7 % | 14,4 % | 11,2 % |

Ergebnis der Regionalwahlen (elecciones de autoridades políticas) vom 7. März 2021:
| Wahl- berechtigte |  | Wahl- beteiligung | gültige Stimmen |  | MAS-IPSP | J.A.LLALLA.L.P. | MTS    | PBCSP  | FPV    | PDC    | SOL.BO |
| ----------------- |  | ----------------- | --------------- |  | -------- | --------------- | ------ | ------ | ------ | ------ | ------ |
| 14.423            |  | 12.563            | 11.335          |  | 5.323    | 3.929           | 643    | 463    | 307    | 199    | 90     |
|                   |  | 87,10 %           | 90,23 %         |  | 46,96 %  | 34,66 %         | 5,67 % | 4,08 % | 2,71 % | 1,76 % | 0,79 % |

## Gliederung
Das Municipio untergliederte sich bei der letzten Volkszählung von 2012 in die folgenden zwölf Kantone (cantones):
- 02-1305-01 Kanton Patacamaya – 14 Ortschaften – 13.445 Einwohner (2001: 10.219 Einwohner)
- 02-1305-02 Kanton Culta Arajllanga – 5 Ortschaften – 851 Einwohner (2001: 1.228 Einwohner)
- 02-1305-03 Kanton Chacoma – 4 Ortschaften – 648 Einwohner (2001: 572 Einwohner)
- 02-1305-04 Kanton Chairumani – 6 Ortschaften – 903 Einwohner (2001: 929 Einwohner)
- 02-1305-05 Kanton Iquiaca de Umala – 2 Ortschaften – 320 Einwohner (2001: 460 Einwohner)
- 02-1305-06 Kanton Pusuta – 1 Ortschaft – 109 Einwohner (2001: 114 Einwohner)
- 02-1305-07 Kanton Chiaraque – 13 Ortschaften – 1.608 Einwohner (2001: 1.569 Einwohner)
- 02-1305-08 Kanton Colchani – 5 Ortschaften – 1.173 Einwohner (2001: 1.329 Einwohner)
- 02-1305-09 Kanton Viscachani – 7 Ortschaften – 1.470 Einwohner (2001: 1.131 Einwohner)
- 02-1305-10 Kanton San Martin de Iquiaca – 3 Ortschaften – 832 Einwohner (2001: 875 Einwohner)
- 02-1305-11 Kanton Villa Patarani – 1 Ortschaft – 771 Einwohner (2001: 1.024 Einwohner)
- 02-1305-12 Kanton Villa Concepción de Belen – 4 Ortschaften – 676 Einwohner (2001: 589 Einwohner)

## Ortschaften im Municipio Patacamaya
- Kanton Patacamaya
  - Patacamaya 11.197 Einw.

- Kanton Chacoma
  - Chacoma 322 Einw.

- Kanton Chairumani
  - Chiarumani 494 Einw.

- Kanton Pusuta
  - Jatuquira 109 Einw.

- Kanton Viscachani
  - Viscachani 185 Einw.

- Kanton Villa Patarani
  - Villa Patarani 771 Einw.